# سهره‌سسکی سبز
سهره‌سسکی سبز (نام علمی: Certhidea olivacea) گونه‌ای از پرندگان، یکی از سهره‌های داروین از خانواده فرخندگان است. گاهی در خانواده زردپره‌های نمادین طبقه‌بندی می‌شود، مطالعات جدیدتر نشان داده‌است که این گونه به خانواده فرخندگان وابسته است.
زیستگاه‌های طبیعی آن جنگل‌های خشک نیمه‌گرمسیری یا گرمسیری، جنگل‌های کوهستانی نمناک نیمه‌گرمسیری یا گرمسیری و درختچه‌زارهای خشک نیمه‌گرمسیری یا گرمسیری است.